# 道垣内正人
道垣内 正人（どうがうち まさと、1955年12月18日 - ）は、日本の法学者。専門は国際私法。東京大学名誉教授。早稲田大学法学学術院・大学院法務研究科教授。弁護士、長島・大野・常松法律事務所シニアカウンセル（第一東京弁護士会）。岡山県岡山市出身。弟は民法学者で東京大学名誉教授の道垣内弘人。

## 人物
専門である国際私法の他にスポーツ法やエンターテイメント法も研究対象としている。
早稲田大学 法学学術院、大学院法務研究科教授、長島・大野・常松法律事務所シニアカウンセル（第一東京弁護士会所属）を務める。元(公財)日本スポーツ仲裁機構代表理事（機構長）。
民法学者・道垣内弘人（東京大学教授、専修大学法科大学院教授）は実弟。恩師は池原季雄および三ヶ月章。

## 略歴
- 1974年3月 - 岡山県立岡山朝日高等学校卒業
- 1974年4月 - 東京大学教養学部文科I類入学
- 1978年3月 - 東京大学法学部第2類卒業
- 1978年4月 ~ 1981年9月 - 東京大学法学部助手（学士助手）
- 1982年9月 ~ 1984年4月 - 外務省経済局海洋課嘱託
- 1983年4月 ~ 1984年4月 - 明治大学法学部助手
- 1984年5月 ~ 1991年3月 - 東京大学教養学部助教授
- 1991年4月 ~ 1996年10月 - 東京大学大学院法学政治学研究科助教授
- 1996年11月 ~ 2004年3月 - 東京大学大学院法学政治学研究科教授
- 2003年4月 ~ - 日本スポーツ仲裁機構代表理事
- 2004年4月 ~ 2005年3月 - 早稲田大学大学院法務研究科客員教授
- 2004年4月 ~ 2008年3月 - 東京大学研究拠点形成特任教授（ソフト・ローに関するCOE）
- 2005年4月 ~  - 早稲田大学大学院法務研究科教授
- ハーグ国際法アカデミー講師（2005年7月）

## 研究テーマ
- 国際私法
- 国際民事手続法

## 在外研究
- ミシガン大学客員研究員
- コロンビア大学客員研究員
- アバディーン大学、パリ第2大学、マックス・プランク研究所(ハンブルク) 文部省短期在外研究

## 著書

### 単著
- 『自分で考えるちょっと違った法学入門』（有斐閣, 1993年／新版, 1998年／第3版, 2007年）
- 『ポイント国際私法（各論・総論）』（有斐閣, 1999年-2000年／第2版, 2007年）
- 『国際契約実務のための予防法学:　準拠法・裁判管轄・仲裁条項』（商事法務、2012年）

### 共著
- （澤木敬郎）『国際私法入門［第4版］』（有斐閣, 1996年／第5版, 2004年／第6版, 2006年）
- （筒井若水）『法からみる国際関係――国際法・国際私法からのアプローチ』（放送大学教育振興会, 1998年）

### 編著
- 『ハーグ国際裁判管轄条約』（商事法務, 2009年）

### 共編著
- （高桑昭）『新・裁判実務大系（3）国際民事訴訟法――財産法関係』（青林書院, 2002年）
- （櫻田嘉章）『国際民事手続法――cases & materials』（有斐閣, 2004年）
- （櫻田嘉章）『ロースクール国際私法・国際民事手続法』（有斐閣, 2005年／第2版, 2007年）
- （佐藤やよひ）『渉外戸籍法リステイトメント』（日本加除出版, 2007年）
- （小寺彰）『国際社会とソフトロー』（有斐閣, 2008年）
- （須網隆夫）『ビジネス法務大系（4）国際ビジネスと法』（日本評論社, 2009年）
- （早川吉尚）『スポーツ法への招待』（ミネルヴァ書房、2011年）
- （森下哲朗）『エンタテインメント法への招待』（ミネルヴァ書房、2011年）
- （櫻田嘉章）『注釈国際私法 第1巻・第2巻』（有斐閣、2011年）
- （中西康）『国際私法判例百選〔第3版〕』（有斐閣、2021年）

## 所属学会
- 万国国際法学会（Institut de Droit International、国外）
- 国際法協会（日本支部）（International Law Association）（理事 、2001- 、国外 ）
- 国際私法学会 （理事 、1999- 、国内 ）
- 国際法学会 （理事 、1997- 、国内 ）
- 日本国際経済法学会 （理事 、国内 ）
- 日本民事訴訟法学会 （国内）
- 金融法学会 （国内）
- 仲裁ADR学会 （国内）
- 日本空法学会 （国内）
- 著作権法学会 （国内）
- 国際著作権法学会 （国外）
- スポーツ法学会 （理事 、国内 ）
- 社団法人日本仲裁人協会 （評議員 、2005- 、国内 ）
- 日本私法学会 （国内）